# راي تولبرت
راي تولبرت (بالإنجليزية: Ray Tolbert)‏ مواليد 10 سبتمبر 1958 في مدينة اندرسون، هو مدرب كرة سلة أمريكي ولاعب سابق. بدأ مسيرته الاحترافية في سنة 1981. تم اختياره من قبل فريق بروكلين نتس خلال الدرافت. يبلغ طوله 6 قدم 9 بوصة (2.1 م). حقق المركز الأول في دورة الألعاب الأمريكية 1979. اعتزل اللعب في 1994.

## المسيرة الاحترافية
لعب مع بروكلين نتس في سنة 1981، ثم لعب مع سياتل سوبرسونيكس في سنة 1983، ثم لعب مع ديترويت بيستونز في سنة 1984، ثم لعب مع رير فينيزيا مستري في موسم 1984–1985، ثم لعب مع نيويورك نيكس في سنة 1987، ثم لعب مع لوس أنجلوس ليكرز في موسم 1987–1988.

## الميداليات
| الميدالية | المسابقة                    |
| --------- | --------------------------- |
| ذهبية     | دورة الألعاب الأمريكية 1979 |

## روابط خارجية
- راي تولبرت على موقع إن بي أي (الإنجليزية)
- راي تولبرت على موقع سبورتس رفرنس (الإنجليزية)
- راي تولبرت على موقع الدوري الإسباني لكرة السلة (الإسبانية)
- راي تولبرت على موقع كلية كرة السلة في سبورتس رفرنس.كوم (الإنجليزية)
- راي تولبرت على موقع ريلجم (الإنجليزية)
- راي تولبرت على موقع بروبوليرز (الإنجليزية)
- راي تولبرت على موقع سبورتس رفرنس (الإنجليزية)